# Extreme Rules (2013)
Extreme Rules (2013) — пятое по счёту шоу Extreme Rules, PPV-шоу производства американского рестлинг-промоушна WWE. Шоу прошло 19 мая 2013 года на арене «Скоттрэйд-центр» в городе Сент-Луис, штат Миссури, США.

## Результаты
| Pre-Show                         | Миз победил Коди Роудса                                                             | Одиночный поединок                                                    | 04:45 |
| 1                                | Дин Эмброус победил Кофи Кингстона (с)                                              | Одиночный поединок за титул чемпиона Соединённых Штатов WWE           | 06:49 |
| 2                                | Шеймус победил Марка Хенри                                                          | Одиночный поединок с ремнями                                          | 07:59 |
| 3                                | Щит (Роман Рейнс и Сет Роллинс) победили Hell No (Дэниел Брайан и Кейн)(с)          | Командный матч «Торнадо» за титулы командных чемпионов WWE            | 07:24 |
| 4                                | Крис Джерико победил Фанданго                                                       | Одиночный поединок                                                    | 08:35 |
| 5                                | Альберто Дель Рио (с Рикардо Родригесом) победил Джека Сваггера (с Зебом Кольтером) | Матч «I Quit» за претендентство на титул чемпиона мира в тяжёлом весе | 11:19 |
| 6                                | Рэнди Ортон победил Биг Шоу                                                         | Одиночный поединок по экстремальным правилам                          | 13:01 |
| 7                                | Брок Леснар (с Полом Хейманом) победил Triple H                                     | Одиночный поединок в стальной клетке                                  | 20:10 |
| 8                                | Бой Джона Сины против Райбека закончился вничью                                     | Одиночный поединок «До последнего на ногах» за титул чемпиона WWE     | 21:57 |
| (c) — чемпион на момент поединка |                                                                                     |                                                                       |       |